# Pier Giorgio Frassati
Blaženi Pier Giorgio Frassati (Torino, 6. travnja 1901. – Torino, 4. srpnja 1925.) - talijanski katolički aktivist, blaženik i član Trećeg reda svetog Dominika.

## Životopis
Alfredo Frassati, Pierov otac, bio je agnostik, osnivač i vlasnik liberalnih novina „La Stampa”, jednih od najstarijih novina u Italiji, koje još uvijek izlaze. Iako bogati, roditelji su djecu odgajali skromno. Frassati je već u ranoj fazi svojega života nastojao oko vlastite duhovnosti, koju je upotpunjavao zauzetošću za druge. Bio je posvećen pitanjima socijalne pravde i pridružio se nekoliko dobrotvornih organizacija, uključujući Katoličku akciju i Društvo svetog Vinka Paulskog, kako bi bolje pomogao siromašnima i nesretnima koji žive u njegovom rodnom gradu Torinu; on je svoja vlastita pobožna uvjerenja pretočio u praksu kako bi zadovoljio njihove potrebe i bio je najpoznatiji po svojoj odanosti i ljubaznom karakteru. Imao je mnogo talenata, bio je vedar, muževan i odlučan. Vodio je izvanredan život u svakidašnjem redovitom životu.
Frassati je bio strastveni planinar koji se često penjao sa svojim prijateljima; bio je sposoban plivač i športaš najpoznatiji po uključivanju u takve društvene aktivnosti s nizom prijatelja istomišljenika. Njegov dobrotvorni rad prema drugima nije imao granica jer se od djetinjstva identificirao sa siromašnima i bolesnima i pomagao im. Njegov društveni status omogućio mu je veću slobodu u pomaganju onima, kojima je to bilo najpotrebnije.
Preminuo je od dječje paralize s 24 godine, nakon iznenadne i nagle bolesti. Na njegovom sprovodu bilo je tisuće ljudi. Njegovi posmrtni ostaci prebačeni su u katedralu sv. Ivana Krstitelja u Torinu 1981. godine.
Kauza za njegovu kanonizaciju otvorena je 1932. nakon što su torinski siromasi nekoliko puta zamolili, da se takva kauza otvori. Međutim, papa Pio XII. obustavio je kauzu 1941. zbog niza optužbi za koje se kasnije pokazalo da su lažne, što je omogućilo nastavak kauze. Papa Ivan Pavao II. proglasio je Frassatija blaženim u svibnju 1990. i prozvao ga "čovjekom osam blaženstava". Papa Ivan Pavao II., spominjući se Piera Giorgia Frassatija, rekao je: „I ja sam u mladosti doživio blagotvoran utjecaj njegova primjera i kao student bio pod dojmom snage njegova kršćanskog svjedočenja.“
Njegova sestra Luciana Frassati Gawronska napisala je njegov životopis "Čovjek blaženstava". Udala se za poljskog veleposlanika Jana Gawronskoga, a njihov sin Jas Gawronski bio je član Europskog parlamenta od 1981. do 1994. godine.
Hrvatski novinar i katolički aktivist Rudolf Eckert, nazvan je "hrvatski Frassati", zbog sličnosti u vjerskom zalaganju i preranoj smrti.

## Galerija
- Pier Giorgio Frassati kao planinar.
- Portret Pier Giorgija Frassatija.
- Vitraj s njegovim likom u crkvi u SAD-u.
- Grob Pier Giorgija Frassatija u Torinu.

## Vanjske poveznice

### Sestrinski projekti
|  | Zajednički poslužitelj ima još gradiva o temi Pier Giorgio Frassati |

### Mrežna mjesta
- FrassatiUSA.org – Blessed Pier Giorgio Frassati (engl.)
- Santi e beati – Beato Piergiorgio Frassati (tal.)
- Ökumenisches Heiligenlexikon: Peter Georg Frassati (njem.)
- Frassati Catholic High School: Blessed Pier Giorgio Frassati (engl.)